# Volatility
Volatility é uma estrutura forense de memória de código aberto para resposta a incidentes e análise de malware. Está escrito em Python e suporta Microsoft Windows, Mac OS X e Linux (a partir da versão 2.5).
Volatility foi criada pelo cientista da computação e empresário Aaron Walters, com base em pesquisas acadêmicas que ele fez em memória forense.

## Sistemas Operacionais Suportados
O Volatility suporta investigações das seguintes imagens de memória:
Windows:
- Windows XP 32 bits (Service Pack 2 e 3)
- Windows 2003 Server 32 bits (Service Pack 0, 1, 2)
- Windows Vista 32 bits (Service Pack 0, 1, 2)
- Windows 2008 Server 32 bits (Service Pack 1, 2)
- Windows 7 32 bits (Service Pack 0, 1)
- Windows 8, 8.1, e 8.1 Update 1 32 bits
- Windows 10 32 bits (suporte inicial)
- Windows XP 64 bits (Service Pack 1 e 2)
- Windows 2003 Server 64 bits (Service Pack 1 e 2)
- Windows Vista 64 bits (Service Pack 0, 1, 2)
- Windows 2008 Server 64 bits (Service Pack 1 e 2)
- Windows 2008 R2 Server 64 bits (Service Pack 0 e 1)
- Windows 7 64 bits (Service Pack 0 2 1)
- Windows 8, 8.1, 2 8.1 Update 1 64 bits
- Windows Server 2012 e 2012 R2 64 bits
- Windows 10 64 bits (incluindo pelo menos 10.0.14393)
- Windows Server 2016 64 bits (incluindo pelo menos 10.0.14393.0)

Mac OSX:
- 10.5.x Leopard 32 bits (o único 64 bits 10.5 é o Server, que não é suportado)
- 10.6.x Snow Leopard 32 bits
- 10.7.x Lion 32 bits
- 10.6.x Snow Leopard 64 bits
- 10.7.x Lion 64 bits
- 10.8.x Mountain Lion 64 bits
- 10.9.x Mavericks 64 bits
- 10.10.x Yosemite 64 bits
- 10.11.x El Capitan 64 bits
- 10.12.x Sierra 64 bits

Linux:
- Linux kernels 2.6.11 a 4.2.3 32 bits
- Linux kernels 2.6.11 a 4.2.3 64 bits
- OpenSuSE, Ubuntu, Debian, CentOS, Fedora, Mandriva, etc.

## Formatos de Memória Suportados
- Raw/Padded Physical Memory
- Firewire (IEEE 1394)
- Expert Witness (EWF)
- Despejo de Falha (Crash Dump) do Windows de 32 e 64 bits
- Hibernação do Windows de 32 e 64 bits (a partir do Windows 7 ou anterior)
- Arquivos Mach-O de 32 e 64 bits
- Despejos de Núcleo (Core Dumps) do Virtualbox
- Saved State (.vmss) e Snapshot (.vmsn) do VMware
- Formato HPAK (FastDump)
- Despejos de memória do QEMU
- Formato LiME